# Nguyễn Đình Hy
Nguyễn Đình Hy  (阮廷禧, 1400 - 1477) là một công thần nhà Lê sơ trong lịch sử Việt Nam, người làng Từ Liêm,Hà Nội Việt Nam.

## Tiểu sử
Nguyễn Đình Hy sinh 1400 người làng tây mỗ huyện Từ Liêm, Hà Nội, làm quan từ thời nhà Lê. Thời Lê Nhân Tông, ông giữ chức Thái trung đại phu Thượng thư tự khanh Hộ bộ tả Thị lang Nguyễn Đình Hy Vợ Chu Phu Nhân bà sinh hai người con một trai và một người con gái.
Tháng 10, năm 1459, anh Nhân Tông là Lạng Sơn vương Lê Nghi Dân tước đoạt hoàng vị, giết chết Hoàng đế và Thái hậu và tự lập lên ngôi, đặt niên hiệu Thiên Hưng (天興). Sau 8 tháng làm vua, Nghi Dân tin dùng bọn gian nịnh, giết hại bề tôi cũ, pháp chế của tổ tông đổi thay hết thảy, người oán trời giận.
Ngày 6 tháng 6, năm 1460, ông cùng các đại thần là Khai phủ nghi đồng tam ty nhập nội kiểm hiệu thái phó bình chương quân quốc trọng sự Á quận hầu Nguyễn Xí, Đinh Liệt, Nhập nội kiểm hiệu bình chương quân quốc trọng sự Á thượng hầu Lê Lăng, tư mã tham dự triều chính Đình thượng hầu Lê Niệm, Tổng tri ngự tiền hậu quân Á hầu Lê Nhân Thuận, Tổng tri ngự tiền trung quân Quan nội hầu Lê Nhân Khoái, tổng tri ngự tiền thiện trạo doanh quân Quan phục hầu Trịnh Văn Sái, Thiêm tri Bắc đạo quân dân bạ tịch Trịnh Đạc, thiết đột tả quân đại đội trưởng Nguyễn Yên. Nhập nội đại hành khiển Lê Vĩnh Trường, Điện tiền ty chỉ huy Lê Yên, Lê Giải phát động binh biến, chém bầy tôi thân cận của Nghi Dân là Phạm Đồn, Phan Ban ở nghị sự đường, nắm lấy cấm binh, đóng chặt cửa thành, sai Lê Ninh Thuận bắt vây cánh và phế Thiên Hưng làm Lệ Đức hầu (厲德侯), rước con út của Thái Tông Văn hoàng đế là Gia vương Lê Tư Thành lên ngôi, tức là hoàng đế Lê Thánh Tông.
Tháng 10 năm 1460, Tổng đốc Nguyễn Xí, Đông đốc Đinh Liệt tâu trình tên họ các quan trong các phiên, các quan ngự doanh và những người trước sau xướng nghĩa chém bọn nghịch thần Đồn, Ban. Nguyễn Đình Hy được xướng nghĩa cùng với 49 người khác, công hàng thứ 3.
Năm 1461, ngày mồng 1 tháng 8, con gái của Nguyễn Đình Hy năm trước đó được tuyển vào làm Sung nghi ở cung Vĩnh Ninh sinh Hoàng tử Lê Tranh (sau gọi là Phúc vương).
Năm 1467, Nguyễn Đình Hy được vua Lê Thánh Tông phong làm Quốc Công.
Năm 1472, vì tuổi già sức yếu, ông xin cáo lão về nghỉ.
Tháng 8 âm lịch năm 1477, ông mất, thọ 77 tuổi. Mộ táng ở quê nhà.